# セイウチン
セイウチンは、ゆでたまごの漫画『キン肉マンII世』に登場する架空の人物。セイウチをモチーフとしている。
アニメ版の声優は山崎たくみ、松尾銀三（劇場版第1作）。

## 主な特徴
アイルランド出身の新世代超人。ヘラクレス・ファクトリー（以下H・F）第1期生のひとりであり、セイウチ族の超人。普段温厚で目立たないが、MAXマンがキン肉万太郎、ガゼルマンの次にd・M・p（デーモン・メイキング・プラント）で手配されている強豪超人としてセイウチンの名を上げ、この時初めて周囲は彼が優秀な超人であることを知った。H・Fを次席の成績で卒業、試合では高度な技を駆使して戦うテクニシャンであるが、その温厚な性格から非情になりきれないことが多く、実戦成績は芳しくない。
キン肉万太郎を「アニキ」と呼び慕っており、セイウチンを最初に友情に目覚めさせたのも万太郎である。d・M・p崩壊後は万太郎、テリー・ザ・キッド、ガゼルマンらと共に夜遊びを繰り返していたが、他の3人とは違い、その傍らしっかりとパトロールなどを行っていた。
その毛深い外見から、ギャル不人気No.1を万太郎と争っていると呼ばれる。初登場時は短髪だったが、MAXマン戦後はドレッドヘアーにイメージチェンジ。同時に鼻にピアスをするようになった。一人称は「オラ」（初期は「ワシ」）。アニメでは山崎たくみが演じるようになってから「僕」になり、口調も東北訛りではなくなる。山崎は15歳なのにおじさんキャラのセイウチンを演じることに難儀し、「彼がカッコよくなりすぎている」とNGを連発したという。
彼にそっくりな母・スージーと妹・ドロシーがおり、超人オリンピックでは親子共々万太郎のサポーターとして活躍した。父・ロバートは彼とドロシーが幼い頃に時化の海に漁に出て、海難事故で亡くなっている。

## 『キン肉マンII世』でのセイウチン
H・Fを2番目の成績で卒業したセイウチンは、日本駐屯超人として北海道を担当。当初は目つきが鋭く、調子に乗った万太郎に反目する態度も見せていた。d・M・pの先兵の知らせを聞き、日本武道館に駆けつけ、テルテルボーイとの闘いで消耗した万太郎に代わりMAXマンと対戦。持ち前の運動神経でMAXマンを追い込むが、自身の優しさから本気になることができず苦戦、敗北を感じた彼は万太郎にMAXマンのビッグブーツ・インパクトの攻略を考えてもらおうと敢えて技を受ける。この行動が万太郎を友情に目覚めさせている。この時までは「万太郎さん」だったが以後は「アニキ」と呼び慕うようになった。
H・F一期生・二期生入れ替え編ではd・M・pが壊滅してからというもの、万太郎に感化され夜遊びに繰り出していたために、二期生と日本駐屯をかけた入れ替え戦に出場させられる。Aブロックにてクリオネマンと対戦。相手に容赦しないニューセイウチンとして、クリオネマンを追い込む。闘いの中、クリオネマンに任務を忘れ遊び呆けていたことを指摘されるが、その裏では不良学生の更生や老人を助けていたことが語られた。その後、クリオネマンが放ったソーラーエナジーヒートから応援に来た学生を守り負傷、そのままクリオネマンの身体に取り込まれ「x・y・zクラッシュ」を受け敗退。その後、病院に搬送されたが、万太郎に激励のメッセージを送る。決勝戦ではキッド、ガゼルマンと共に万太郎の応援に駆けつけ、彼を勝利に導き、再び日本駐屯超人となる。
火事場のクソ力修練編では北海道駐屯超人として、同地に現れたノーリスペクトの一人、フォーク・ザ・ジャイアントを拘束していた。
第22回超人オリンピック ザ・レザレクション編ではアイルランド代表として超人オリンピック ザ・レザレクションに出場。第1競技を突破するが、第2競技「だるま落としでドン!」に失敗し負傷（アニメでは「ビーチフラッグでイェイ!」で敗退）。その後は万太郎の試合を観戦し、パレードではトラクターを手配していた。
悪魔の種子編では、仲間と共に突如与那国島に現れたジェネラル・パラストに向かうが、パラストのゲートバリヤーを破れず難攻する。その後は万太郎の試合を見届けるが、飛び出したパラストによりハンゾウと共に甑島へ。ハンゾウの試合を見届けた後、巌流島にて万太郎たちと合流。B-エボリューションズが敗れた後は1人飛び出した万太郎をキッドとガゼルマンと共に後を追い、ヘラクレスの鎖場にて特訓する万太郎の食事係やアルティメット・阿修羅バスター対策用のロボットアームの操縦を担当した。
第1回キャラクター人気投票では第10位（キッドと同着）、第2回キャラクター人気投票では第11位、第3回キャラクター人気投票では第17位にランク入りしている。

### 究極の超人タッグ編
時間超人の引き起こしたタイムパラドックスにより、消滅の危機にあるケビンマスクを救うために自ら「タイムワープの8超人」に志願し、20世紀への旅に参加する。20世紀に着き、時間超人への妨害が成功したかに見えたが、トラブルでケビンマスク消滅を止めることに失敗する。さらに彼らの登場で優勝トロフィーがザ・マシンガンズを最強タッグと認めなくなったため、新世代超人・時間超人も含めて再びタッグトーナメントが開催されることになる。
新世代超人たちが各々パートナーを組む中、チェックメイトにパートナーとして誘われるが、元々自分は新世代超人の身の回りの世話のために来たとして頼みを断り、キッドとタッグを組めなくなった万太郎のパートナーになって欲しいと頼む。その後、時空船に密入船していたネプチューンマンにその身体能力を買われて勧誘を受けるが、拒否する。しかし万太郎のセイウチンの実績、経歴のなさに対する非難と罵声、さらにネプチューンマンの説得によりタッグを組むことを決意、万太郎たちと決別する。
その後、極限状態の中でネプチューンマンから、白熊すら逃げ出すセイウチこそが北極最強の生物という話や、民話に伝わるセイウチの意地汚さなどを無理矢理聞かされて獣性を開放。天性の運動神経や頭脳も相まって完璧超人として洗脳され、その直後に彼を心配して追ってきた親友であるチェック・メイトにネプチューンマンとのコンビ技・クロス・ボンバーを決め顔の皮を容赦なく剥いだ。翌日、タッグトーナメントに出場し「ヘル・イクスパンションズ」として万太郎たちの前に現れる。
予選の間引きバトルロイヤルでは万太郎を庇ったイリューヒンとバリアフリーマンの顔の皮を剥ぎ、彼らを間引く。
タッグトーナメント1回戦では同じく新世代超人であるスーパー・トリニティーズ（ジェイド、スカーフェイス）と対戦。スカーフェイスを「オプティカルファイバー・クロスボンバー」で撃破・顔の皮を剥いだ。ただし以前の優しさが完全に消えたわけではなく、オプティカルファイバー・クロス・ボンバーをジェイドに放った際は、直前に家族からの手紙を見せられていたために戸惑いが生じ、完全に顔の皮を剥ぐことができず、ジェイドのヘルメットを吹き飛ばすだけに止まった。
ヘルズベアーズ戦では最初はマイケル（正体はマンモスマン）を圧倒していたが、観客のブーイングに遭ったり観客席に若き日の両親の姿を居たことにより戸惑って試合に集中できなくなってしまう。さらに母親であるスージーが観客のブーイングから自分を庇ったことや、ウォーズマンや顔を剥がされた仲間たちの再三の説得により、元の正義超人に戻る。完璧超人にはなれないと言いつつも、実際のところ新世代超人間でも今1歩戦績が良くなくてくすぶっていた自分を見出して、その潜在能力を引き出してくれたことについては、ネプチューンマンに対して感謝しており、あくまでもネプチューンマンとのタッグで優勝することを誓って試合を続行、マンモスマンの鼻を一本背負いのように投げ飛ばしたり、ウォーズマンとの正々堂々の攻防を繰り広げる。ネプチューンマンの特訓の成果で正義超人に戻っても戦闘能力は以前より遥かに高くなっていたが、さらに強くなっていたウォーズマンにはかなわず、最後はウォーズマンのパロ・スペシャルによる制裁でK.O.された。その直後、ネプチューンマンと突如ウォーズマンを裏切ったマンモスマンにより仮面を剥がされそうになったウォーズマンを救うため両者の間に割って入り、自分が顔の皮を牙ごと剥がされてしまった。試合後、万太郎たちと自分を庇ってくれた母親に謝罪の言葉を伝えながら涙を流す。その後は死亡した万太郎のタッグパートナーであるカオス・アヴェニールの残したピラリアの花の起こした奇跡により、剥がされた顔は完治した。決勝戦後、同じく完治したイリューヒンらを見て逃走しようとするが、咎められることはなく、再び謝罪する。
完璧超人となったセイウチンは毛が逆立ち、目つきが鋭くなり牙が肥大化、全身の筋肉がパンプアップされるなど、外見が変化している。また言葉を話すことも少なくなり、「グロロロ」と唸り声を上げ暴れ出すことも多く、当初試合外では拘束衣を着せられていた。牙にはオプティカル・ファイバーの受け皿とするために、ネプチューンマンの手によりフッ素でコーティングされている。
作者のゆでたまごは『巨人の星』で今まで仲間だった伴宙太が、主人公星飛雄馬の敵となって再登場したエピソードに衝撃を受けたと語り、一番身近で敵にならなそうなセイウチンで、それをやってみたかったと述べている。

### 主要対戦成績
- シングルマッチ
  - ×MAXマン（ビッグブーツ・インパクト）
  - ×クリオネマン（x・y・zクラッシュ）
  - ○シャークマン（STF）
  - ○シー・デビル（アームロック）

- タッグマッチ
  - ○スーパー・トリニティーズ（スカーフェイス / ジェイド、オプティカル・ファイバー・クロスボンバー）
  - ×ヘルズ・ベアーズ（ウォーズマン、ウォーズマンにK.O.された後、ネプチューンマンに寝返ったマンモスマンと入れ替わる）

アニメオリジナル
- タッグマッチ
  - ○プリプリマン&エル・カエルーン組（スカイ・ハイ・ドライバー）

劇場版
- 変則マッチ
  - ×ザ・犀暴愚（グレイト犀〈サイ〉クロン）
- タッグマッチ
  - ○ザ・プロテクター&エル・カエルーン組（スパイラル・トーピードー）

## 『キン肉マンII世〜オール超人大進撃〜』でのセイウチン
第1話より登場。本編同様万太郎をアニキと慕う。
d・M・pに洗脳されたヘラクレス・ファクトリー二期生との闘いではおでんリングにてバス・ザ・シャワーを倒し一勝を上げる。
超人一等祭ではアイルランド代表として出場するが予選落ちとなる。
第1回キャラクター人気投票では第24位にランク入りした。

### 主要対戦成績
- シングルマッチ
  - ×プリプリマン（不明）
  - ○バス・ザ・シャワー（サーモンスプラッシュ）

## 得意技

### シングル技
S・T・F（ステップオーバー・トーホールド・ウィズ・フェイスロック）
うつぶせになった相手の片足をロックし、その上からフェイスロックを決める関節技。
メガトン・ドロップキック
セイウチンの重量級の肉体から繰り出されるドロップキック。
同様の技にメガトン・ハイキックもある。
サーモンスプラッシュ（ダブリンのつむじ風）
相手の肩口に乗り、そのまま後方に反転するようにジャンプ。相手の足首をつかみ相手の脳天をマットに叩きつける技。初使用はクリオネマン戦だが、その時は技名は明かされなかった。
『究極の超人タッグ編』では同様の技を「ダブリンのつむじ風」の名で使用。
アイスロックドライバー
相手の肩口に乗った勢いで前方に反転し、両足で相手の首を絞める。そしてそのままサーモンスプラッシュと同じ要領で相手の脳天を叩きつける。ゲームおよびアニメのみの技。
サイクロン・オーシャンキック
ジャンプして前方に回転しながらの鋭いキック。
セイウチ・トゥース
巨大な牙による噛み付き攻撃。
マーダー・バイト（マーダー・トゥース）
球状に横回転しながら飛び掛っての噛み付き。セイウチ・トゥースを一度は破ったマンモスマンに使用。回転によりノーズ・フェンシングをかわして成功させた。
無慈悲な鉄槌
マウントポジションから相手の顔面めがけて鉄槌打ちの連打。
ニードル・ファー
全身の毛皮を逆立てて硬質化、体をトゲだらけにした上で他の技を使用、ダメージを増す。
北極熊捕獲落とし
背後から右手で相手の顎をつかみ、頭と左手で相手の左足を担ぎ上げ体を反らせ、そのまま飛び上がり、マットに叩きつける。
お魚アタック
ゲーム『キン肉マンII世 ドリームタッグマッチ』『キン肉マンII世 超人聖戦史』オリジナル技。魚を武器に相手に攻撃を加える。
ゆでたまごが「魚でシバキ回します」という説明を聞き面白がって採用した。

### タッグ技
スパイラル・トーピードー
劇場版『マッスル人参争奪!超人大戦争』で使用したガゼルマンとのツープラトン。投げられた勢いで繰り出す回転頭突き。
マスク・ジ・エンド
相手の頭を両足で挟みこみ、その頭を軸に回転することにより徐々に相手のマスクを削り取っていく技。その様子がリンゴの皮むきのように見えるため、通称「アップル・シェイバー」とも呼ばれる。
オプティカルファイバー・クロスボンバー
ネプチューンマンの左腕とセイウチンの左牙から放射される光ファイバーの力により、お互いの力を軽減することなく瞬時に伝達するクロス・ボンバー。
イクスパンション・タービン
ヘル・イクスパンションズのツープラトン。が相手に噛みついた状態で相手を回転させたところに、ネプチューンマンが相手の首めがけてギロチンドロップを決める。
フライング・セイウチ
ヘル・イクスパンションズのツープラトン。ネプチューンマンがセイウチンの牙をリバースフルネルソンに取り、そのまま相手に投げつける。
ランペイジ・ホイール
ヘル・イクスパンションズのツープラトン。セイウチンが相手にジャーマン・スープレックスで投げ、ネプチューンマンがさらに相手にフライングヘッドシザースで地面に叩きつける。
へジホッグボール
ヘル・イクスパンションズのツープラトン。ニードルファーによりハリネズミのようになり丸まってネプチューンマンの左腕に絡み付き、相手に投げられる技。

## プロフィール
- 分類 - 新世代超人→完璧超人→新世代超人
- 出身地 -  アイルランド[9]
- 身長体重 - 193cm 145kg[9][10]
- 超人強度 - 91万パワー[10]
- 年齢 - 14歳[9]、『火事場のクソ力修練編』時15歳[11]
- 好物 - 生魚、氷[9]、風呂・温泉（42℃が適温）[12]
- 趣味 - 万太郎Tシャツ集め[9]
- 家族 - 父 ロバート（故人） 母 スージー 妹 ドロシー

### 異名
- 新世代超人時
  - 洗濯超人[13]
  - セイウチ野郎[14]
  - 心優しき巨漢ファイター[15]
- 完璧超人時
  - 北の帝王[16]
  - 叛逆の凶獣
  - 北国の獣の帝王[17]
  - 理性を凌駕する魔の獣性[15]
  - 魔道に魅せられし北の帝王[15]

### 個人タイトル歴
- アイルランド超人ユース選手権（U-18）優勝)[18]
- ヘラクレス・ファクトリー第1期生成績No.2[18]

## テーマソング
精一杯!セイウチン 〜セイウチンのテーマ〜
歌 - 山崎たくみ（セイウチン） / 作詞 - 里乃塚玲央 / 作曲・編曲 - 渡部チェル

## コンピュータゲーム
『キン肉マンII世』の最初のゲーム化作品である『キン肉マンII世 ドリームタッグマッチ』では、14体のプレイヤーキャラクターの一人としてセイウチンが登場している。スピードは低いものの、バックドロップの威力が高いキャラクターとしてデザインされている。ゲームオリジナル技として「お魚アタック」を使用する。
『キン肉マンII世 新世代超人VS伝説超人』など据え置き機でのゲームでは、タッグチームを組むキャラクターによっては特定のチーム名が付けられる。以下にそれを示す。
- team-AHO - キン肉万太郎、テリー・ザ・キッド、ガゼルマン
- ヘル・イクスパンションズ - ネプチューンマン（PSP版のみ）
- レイン・スカイズ - ロビンマスク
- 超人マットの魔術師コンビ - ラーメンマンorモンゴルマン
- 新・旧怪力自慢コンビ - バッファローマン
- イノセントボーイズ - ジェイド

team-AHO、ヘル・イクスパンションズを除いてはゲーム独自の名称である。
『キン肉マンII世 新世代超人VS伝説超人』のストーリーモードでは、「万太郎より強くなれ」とおがぁから言われ、過去の世界にてラーメンマンに師事。口調は一人称が「ワシ」と訛りが見られ、原作初期のものとなっている。